# XXx: Phản đòn
xXx: Phản đòn (tên gốc tiếng Anh: xXx: Return of Xander Cage hoặc xXx: Reactivated) là một bộ phim hành động của Mỹ do D. J. Caruso đạo diễn với sự tham gia của các diễn viên gồm Vin Diesel, Chân Tử Đan, Deepika Padukone, Ngô Diệc Phàm, Tony Jaa, Ruby Rose, Nina Dobrev và Samuel L. Jackson. Đây là phần thứ ba trong loạt phim xXx, và là phần tiếp theo của hai bộ phim xXx (2002) và xXx: State of the Union (2005).
Không giống như hai phần phim trước được phát hành bởi hãng Columbia Pictures, xXx: Phản đòn được hãng phim Paramount Pictures phát hành vào ngày 20 tháng 1 năm 2017 với định dạng 2D, RealD 3D và IMAX 3D. Đây cũng đánh dấu là bộ phim đầu tiên được sản xuất bởi hãng Revolution Studios sau 10 năm kể từ khi The Water Horse: Legend of the Deep được công chiếu năm 2007. Phim nhận được những ý kiến trái chiều từ các nhà phê bình cũng như khán giả và đã thu về hơn 346 triệu USD toàn cầu so với kinh phí làm phim 85 triệu USD và trở thành bộ phim có doanh thu cao nhất của hãng Revolution Studios cũng như của loạt phim.

## Nội dung
Đặc vụ NSA Augustus Gibbons đang cố gắng chiêu mộ cầu thủ bóng đá Neymar Jr. gia nhập chương trình Điệp viên xXx thì một vệ tinh đâm xuống Brazil dường như giết chết cả hai. Sau đó, một nhóm người với bốn cá nhân có tay nghề cao đứng đầu bởi Xiang thâm nhập vào trụ sở CIA được bảo vệ tối mật để lấy "Chiếc hộp Pandora", một thiết bị có khả năng kiểm soát vệ tinh đâm xuống tại bất kỳ địa điểm cụ thể nào đó như những đầu đạn hạt nhân. Đặc vụ CIA Jane Marke truy tìm tung tích của cựu Điệp viên xXx tên là Xander Cage, người đã làm giả cái chết của mình và sống lưu vong tại Cộng hòa Dominica và thuyết phục anh trở lại hoạt động để lấy lại thiết bị.
Sau khi gặp lại một người bạn cũ tên Ainsley để được giúp đỡ, Cage truy tìm nhóm người tấn công đến Philippines. Một đơn vị tác chiến thuộc Lực lượng đặc biệt dẫn đầu bởi Paul Donovan được chỉ định để giúp Xander, nhưng anh từ chối họ để chọn đội cho riêng mình, bao gồm xạ thủ Adele Wolff, DJ Harvard "Nicks" Zhou và lái xe Tennyson "The Torch". Họ cũng được hỗ trợ bởi chuyên gia về công nghệ và vũ khí Becky Clearidge. Nhóm tìm ra Xiang và đồng bọn Serena Unger, Talon và Hawk. Cage gặp Xiang trong một hộp đêm ngầm trên một hòn đảo xa xôi, nơi Xiang tiết lộ rằng nhóm của hắn ta thực chất đều là một phần của chương trình Điệp viên xXx được chiêu mộ bởi Gibbons. Hắn nói mình đánh cắp hộp Pandora để ngăn chặn sự lạm dụng của nó, mặc dù Serena tin rằng họ phải phá hủy nó.
Ngay sau đó, một đội lính Nga đột kích lên đảo, nhóm của Xander chống lại những tên tấn công, trong khi Xiang tẩu thoát cùng chiếc hộp Pandora. Xander chặn Xiang và đuổi theo hắn đến một bãi biển gần đó. Serena phá hủy cái hộp và gia nhập vào nhóm Xander, trong khi Xiang trốn thoát và tái hợp với Talon và Hawk. Sau khi một vệ tinh khác đâm xuống Nga, Marke xác định thiết bị mà Serena phá hủy chỉ là một bản mẫu, và cả hai nhóm đã lãng phí thời gian, trong khi Cage xác định rằng Giám đốc CIA Anderson liên quan đến âm mưu này và chiếc hộp Pandora thật sự nằm trong tay hắn. Nhóm của Cage và Xiang đua nhau để đến được chỗ Anderson tại Detroit trước, truy tìm tín hiệu duy nhất của hộp Pandora, với Xander và Xiang chiến đấu và sau đó bảo vệ nhau từ người của Anderson. Xander đối mặt với Anderson, người đã thừa nhận đã gây ra vụ đâm vệ tinh giết chết Gibbons. Sau đó Anderson bị bắn chết bởi Wolff. CIA bắt giữ Xiang để gài bẫy anh cho vụ tấn công ở Nga, và bảo vệ chiếc hộp. Trên đường trở lại trụ sở, Marke thông báo chương trình điệp viên xXx đã chính thức bị ngừng hoạt động và bắn Xander để giữ lại chiếc hộp cho riêng mình. Sau đó, cô ta gửi một nhóm sát thủ đến loại bỏ những người khác đang chờ tại một nhà an toàn địa phương của NSA. Họ kết hợp để chống lại những kẻ tấn công và nhận được sự hỗ trợ từ một cựu Điệp viên xXx khác, Darius Stone (Ice Cube).
Xander sống sót nhờ vào chiếc áo chống đạn Becky đưa anh trước đó và kết hợp với Xiang để chiến đấu với Donovan và người của hắn, trong khi Marke sử dụng chiếc hộp để làm một vệ tinh rơi xuống về phía nhà an toàn nơi các nhóm đang chiến đấu với nhau. Xander tống Donovan ra khỏi máy bay, trong khi Xiang khiến Marke rơi ra khỏi máy bay đến chết và sau đó anh nhảy dù với chiếc hộp trong tay. Mặc dù Becky nỗ lực ngăn chặn tín hiệu, họ không thể ngăn cản vệ tinh rơi xuống. Trong nỗ lực cuối cùng bảo vệ họ, Xander đâm máy bay vào cái vệ tinh đang tiếp cận trước khi nó đến nhà an toàn và nhảy ra ngoài, sử dụng thùng tải hàng hóa để tiếp đất an toàn. Xiang đưa cho Cage thiết bị, và Xander quyết định phá hủy nó. Nhóm tham dự đám tang của Gibbons, nơi Xander được chính Gibbons tiếp cận, người đã làm giả cái chết của mình và bây giờ xây dựng lại chương trình Điệp viên xXx của riêng mình, bắt đầu với Neymar là người được chiêu mộ mới nhất. Gibbons khen Xander vì đã hoàn thành tốt công việc của mình và Xander quyết định tiếp tục phục vụ, sẵn sàng cho một nhiệm vụ mới và bảo vệ quyền tự do.

## Diễn viên
- Vin Diesel vai Xander Cage / xXx
- Chân Tử Đan vai Xiang
- Deepika Padukone vai Serena Unger
- Samuel L. Jackson vai Đặc vụ NSA Augustus Eugene Gibbons
- Nina Dobrev vai Rebecca "Becky" Clearidge
- Tony Jaa vai Talon
- Ruby Rose vai Adele Wolff
- Ngô Diệc Phàm vai Harvard "Nicks" Zhou
- Toni Collette vai Đặc vụ CIA Jane Marke
- Rory McCann vai Tennyson "Torch"
- Ariadna Gutiérrez vai Gina Roff
- Hermione Corfield vai Ainsley
- Michael Bisping vai Hawk
- Nicky Jam vai Lazarus
- Al Sapienza vai Giám đốc CIA Anderson
- Tony Gonzalez vai Paul Donovan[8]
- Ice Cube vai Darius Stone / xXx
- Shawn Roberts vai Jonas
- Daniel Kash vai Trưởng nhóm đặc vụ Nga
- Neymar vai Neymar Jr. / xXx[9]
- Andrey Ivenchko vai Red Erik

Dani Lightningbolt, Nina Buitrago, Roberta Mancino, Chad Kerley, T.J. Rogers và Nyjah Huston xuất hiện trong vai chính họ. Ileana Lazariuc, Karima Adebibe và Jill de Jong xuất hiện với tư cách những cô gái tiệc tùng.

## Sản xuất

### Phát triển
Mặc dù nhân vật Xander Cage được cho là đã chết trong phần State of the Union để giải thích cho sự vắng mặt của mình vào năm 2005, Vin Diesel tuyên bố rằng anh sẽ trở lại với vai Xander Cage trong phần thứ ba của loạt phim xXx, tựa là The Return of Xander Cage. Joe Roth cũng được liên hệ để sản xuất phim. Mặc dù khi đó kịch bản vẫn chưa được hoàn thành, Diesel và đạo diễn của phần một, Rob Cohen đã đồng ý quay trở lại. Diesel cũng nói rằng phong cách làm phim và âm nhạc cũng sẽ giống trong phần một, với trọng tâm là các pha hành động cực kỳ nguy hiểm. Tháng 4 năm 2010, hãng Paramount Pictures tiết lộ rằng họ sẽ tài trợ và phát hành bộ phim thay vì Sony, phim cũng sẽ được quay dưới định dạng 3D.

### Tuyển vai
Ngày 23 tháng 8 năm 2015, Vin Diesel tuyên bố trên trang Instagram cá nhân của mình rằng: "Khi tôi đang quay phim xXx, mọi người trên phim trường vẫn hay gọi tôi là Air Diesel. Nay đã đến thời điểm trở lại. Bộ phim mới sẽ được bấm máy vào tháng 12 tại Philippines". Vào ngày 10 tháng 10 năm 2015, D. J. Caruso được xác nhận sẽ ngồi ghế đạo diễn bộ phim. Diesel cũng xác nhận trên trang Instagram và Facebook cá nhân rằng võ sĩ UFC Conor McGregor sẽ có một vai diễn trong phim và Samuel L. Jackson sẽ trở lại với vai Đặc vụ NSA Augustus Gibbons. Tháng 1 năm 2016, báo chí đưa tin rằng Tony Jaa, Deepika Padukone, Nina Dobrev và Ruby Rose sẽ có những vai diễn riêng, còn Lý Liên Kiệt và Andrey Ivchenko sẽ thủ vai phản diện trong phim. xXx chính thức được bấm máy vào cuối tháng 1 năm 2016, muộn hơn so với dự kiến ban đầu và phim sẽ được quay tại Toronto, Hamilton, Cộng hòa Dominica và Philippines. Ice Cube, người thủ vai chính Darius Stone trong phần hai sẽ quay trở lại với vai diễn của mình trong phần này. Vào ngày 6 tháng 2 năm 2016, đạo diễn Caruso xác nhận trên trang Twitter cá nhân của mình rằng Ngô Diệc Phàm sẽ tham gia vào bộ phim trong một vai diễn quan trọng. Vào ngày 12 tháng 2 năm 2016, Lý Liên Kiệt rời dự án do gặp vấn đề về sức khỏe và được thay thế bởi Chân Tử Đan trong vai phản diện chính tên Xiang.
Vào tháng 4 năm 2016, Conor McGregor cũng phải rời bỏ dự án để tập trung vào UFC. Brett Okamoto xác nhận qua trang Twitter rằng: "Như tôi đã nói trên @SportsCenter, tôi khuyên Conor rằng hãy hủy bỏ kế hoạch xuất hiện trong bộ phim xXx của Vin Diesel để không làm mất tập trung thi đấu" và người sẽ thay thế vai diễn của McGregor là Michael Bisping, một võ sĩ khác của UFC. Hoa hậu Colombia Ariadna Gutiérrez sau đó xác nhận rằng cô sẽ có một vai diễn trong bộ phim và sẽ tới Cộng hòa Dominica quay phim cùng với Vin Diesel. Ngày 3 tháng 6 năm 2016, cầu thủ bóng đá Neymar đã được xác nhận là sẽ tham gia vào bộ phim. Sau này Neymar giành giải Oscar vào năm 2018 nhờ khả năng diễn xuất cực tốt tại World Cup 2018.

### Âm nhạc
Brian Tyler sáng tác và viết nhạc gốc của bộ phim bên cạnh Robert Lydecker. Nhạc của bộ phim gồm các bài hát và bản remix của các nghệ sĩ khác nhau, bao gồm cả những bài hát của ba diễn viên xuất hiện trong phim là Ngô Diệc Phàm, Nicky Jam và Ice Cube.
Tất cả các ca khúc được viết bởi Brian Tyler và Robert Lydecker.
| Nhạc nền phim    | Nhạc nền phim                             | Nhạc nền phim |
| STT              | Nhan đề                                   | Thời lượng    |
| ---------------- | ----------------------------------------- | ------------- |
| 1.               | "xXx: The Return of Xander Cage"          | 4:05          |
| 2.               | "Xander Cage...Live and In Concert"       | 1:55          |
| 3.               | "I Live for This $#!%"                    | 4:15          |
| 4.               | "Windfall"                                | 2:22          |
| 5.               | "Carte Blanche"                           | 3:00          |
| 6.               | "Launched"                                | 4:08          |
| 7.               | "The Last Greatest Adventure"             | 5:38          |
| 8.               | "Pandora's Box"                           | 2:58          |
| 9.               | "Rock, Paper, Scissors, Grenade Launcher" | 2:18          |
| 10.              | "A New Ride"                              | 2:42          |
| 11.              | "Tattoos and Triangulation"               | 3:35          |
| 12.              | "Evolution"                               | 5:42          |
| 13.              | "Wave Riders"                             | 3:45          |
| 14.              | "Twenty Two and a Half"                   | 3:05          |
| 15.              | "Battle of the X's"                       | 5:33          |
| 16.              | "Not So Special Forces"                   | 2:42          |
| 17.              | "Besting the Best of the Best"            | 3:50          |
| 18.              | "Read Between The Lines"                  | 2:28          |
| 19.              | "xXx Incorporated"                        | 2:40          |
| 20.              | "Xero Gravity"                            | 2:38          |
| Tổng thời lượng: | Tổng thời lượng:                          | 1:10:51       |

xXx: Return of Xander Cage (Music from the Motion Picture)
| Motion Picture Soundtrack | Motion Picture Soundtrack                                                      | Motion Picture Soundtrack      | Motion Picture Soundtrack |
| STT                       | Nhan đề                                                                        | Thể hiện                       | Thời lượng                |
| ------------------------- | ------------------------------------------------------------------------------ | ------------------------------ | ------------------------- |
| 1.                        | "In My Foreign (feat. Ty Dolla Sign, Lil Yachty, Nicky Jam và French Montana)" | The Americanos                 | 3:38                      |
| 2.                        | "All The Way Up (Remix)"                                                       | Fat Joe, Remy Ma, David Guetta | 3:31                      |
| 3.                        | "Divebomb (feat. Tom Morello)"                                                 | Madsonik, KILL THE NOISE       | 3:33                      |
| 4.                        | "Anthem"                                                                       | Alesso                         | 5:17                      |
| 5.                        | "Gunshy (feat. Pusha T, Karen Harding)"                                        | ImanoS                         | 3:54                      |
| 6.                        | "Mercy"                                                                        | Bishop Briggs                  | 2:48                      |
| 7.                        | "Burning Man (feat. Post Malone)"                                              | watt                           | 3:17                      |
| 8.                        | "Blood in the Cut"                                                             | K. Flay                        | 3:08                      |
| 9.                        | "Juice"                                                                        | Ngô Diệc Phàm                  | 3:10                      |
| 10.                       | "Take it to the Top"                                                           | Madsonik                       | 3:53                      |
| 11.                       | "Thank God"                                                                    | Ice Cube                       | 5:16                      |

## Phát hành
xXx: Phản đòn ra mắt tại thành phố Mexico vào ngày 5 tháng 1 năm 2017. Hãng phim Paramount Pictures lên kế hoạch ra mắt bộ phim vào ngày 20 tháng 1 năm 2017 tại Hoa Kỳ. Phim đã được phát hành vào ngày 14 tháng 1 năm 2017 tại Ấn Độ. Còn tại Việt Nam, phim được công chiếu rộng rãi trên toàn quốc từ ngày 27 tháng 1 năm 2017, muộn một tuần so với khu vực Bắc Mỹ, với định dạng 2D, 3D và IMAX 3D.

### Phương tiện tại gia
xXx: Phản đòn được phát hành dưới định dạng Digital HD vào ngày 2 tháng 5 năm 2017 và dưới định dạng Blu-ray và DVD vào ngày 16 tháng 5 năm 2017.

## Đón nhận

### Doanh thu phòng vé
Tính đến ngày 30 tháng 1 năm 2017, xXx: Phản đòn đã thu về 44 triệu USD từ các phòng vé Hoa Kỳ & Canada và 263,8 triệu USD từ các vùng lãnh thổ khác với tổng doanh thu trên toàn cầu là 307.8 triệu USD, với kinh phí sản xuất 85 triệu USD.
Tại thị trường Bắc Mỹ, bộ phim được phát hành bên cạnh Tách biệt, The Founder, The Resurrection of Gavin Stone và tuần chiếu mở rộng của 20th Century Women và dự kiến sẽ thu về 16 tới 20 triệu USD từ khoảng 3.651 rạp phim trong tuần đầu công chiếu. Phim thu về 1,2 triệu USD từ đêm công chiếu thứ Năm tại 2,536 rạp. Phim thu về 20 triệu USD sau tuần đầu tiên ra mắt, đứng vị trí thứ hai trong doanh thu phòng vé sau Tách biệt (40,2 triệu USD) và là màn ra mắt cao thứ hai trong loạt phim xXx. Trên toàn cầu, bộ phim thu về 70,5 triệu USD từ các rạp phim trong dịp cuối tuần, gần với tổng số doanh thu của phần phim trước trong suốt quá trình chiếu (71,1 triệu USD).
Tại thị trường Trung Quốc, hãng Paramount nỗ lực tập trung tiếp thị phim dựa theo hình ảnh ngôi sao võ thuật Chân Tử Đan, để anh ở phía trước Vin Diesel trong các áp phích phim, và chia sẻ các đoạn phim với đánh giá diễn xuất của Chân Tử Đan trong bộ phim trên trang web phương tiện truyền thông xã hội Trung Quốc phổ biến hiện nay là Weibo. Nỗ lực của hãng Paramount tại Trung Quốc đã được đền đáp xứng đáng, xXx đứng đầu doanh thu phòng vé trong tuần đầu công chiếu với 61,9 triệu USD, và vượt mức 100 triệu USD chỉ trong vòng 6 ngày với 22.2 triệu tính riêng trong ngày Valentine sau khi nhận được những ý kiến ca ngợi diễn xuất của Chân Tử Đan thông qua phương tiện truyền thông xã hội Trung Quốc, khiến khán giả phải tới rạp xem phim. Bộ phim cùng với Kẻ hủy diệt: Thời đại Genisys và Warcraft: Đại chiến hai thế giới là những bộ phim Hollywood duy nhất phát hành tại thị trường Trung Quốc thu được 100 triệu USD mà không thể làm được điều này tại Hoa Kỳ. Tại Việt Nam, trong tuần đầu tiên công chiếu, xXx: Phản đòn đã thu về hơn 32 tỷ đồng và đứng đầu doanh thu phòng vé tại nhiều cụm rạp trên cả nước nên dù bị dán nhãn C16, phim vẫn trở thành lựa chọn của đông đảo người xem trong dịp Tết Đinh Dậu. Tính đến ngày 21 tháng 2 năm 2017, xXx đã thu về hơn 80 tỷ đồng tại các rạp chiếu phim trên toàn quốc và đã lọt vào top 10 phim ăn khách nhất mọi thời đại khi công chiếu ở Việt Nam cùng với Fast & Furious 7, Minions, Transformers 4: Kỷ nguyên hủy diệt, Thế giới khủng long, Em là bà nội của anh, Để Mai tính 2, Captain America: Nội chiến siêu anh hùng và Tèo em.

### Đánh giá chuyên môn
Trên trang mạng tổng hợp đánh giá Rotten Tomatoes cho phim 44% đánh giá đồng thuận với số điểm trung bình đạt 4.8/10 dựa trên 100 bài nhận xét. Trang web nói rằng: "xXx: Phản đòn có thể làm thỏa mãn người hâm mộ của hai phần đầu tiên, nhưng ưa thế của những mảnh ghép nối liền mạch phim không thể tạo nên một câu chuyện hoàn hảo, khiến cho loạt phim hay những người hâm mộ phim hành động không thể tìm thấy được những điều mới lạ". Trang Metacritic cho phim số điểm 41/100 dựa trên 24 bài nhận xét, đồng nghĩa với mức đánh giá trung bình. Các cuộc khảo sát khán giả trên trang CinemaScore, khán giả cho điểm A– trên mức thang từ A+ đến F.

### Giải thưởng
| Ngày trao giải     | Hạng mục                              | Đề cử                                  | Kết quả | Ref.   |
| ------------------ | ------------------------------------- | -------------------------------------- | ------- | ------ |
| Teen Choice Awards | Lựa chọn phim hành động               | DJ Caruso, Joe Roth, Vin Diesel        | Đề cử   | [ 38 ] |
| Teen Choice Awards | Lựa chọn nam diễn viên phim hành động | Vin Diesel (cùng với Fast & Furious 8) | Đề cử   | [ 38 ] |
| Teen Choice Awards | Lựa chọn nữ diễn viên phim hành động  | Ruby Rose                              | Đề cử   | [ 38 ] |
| Teen Choice Awards | Lựa chọn nữ diễn viên phim hành động  | Nina Dobrev                            | Đề cử   | [ 38 ] |
| Teen Choice Awards | Lựa chọn nữ diễn viên phim hành động  | Deepika Padukone                       | Đề cử   | [ 38 ] |
| Teen Choice Awards | Lựa chọn ngôi sao điện ảnh đột phá    | Deepika Padukone                       | Đề cử   | [ 39 ] |
| Teen Choice Awards | Lựa chọn cặp đôi màn ảnh              | Deepika Padukone và Ruby Rose          | Đề cử   | [ 39 ] |

## Phần tiếp theo
Trong một cuộc phỏng vấn với Variety được xuất bản vào tháng 1 năm 2017, Diesel tiết lộ rằng hãng Paramount đã liên lạc với anh về việc trở lại thực hiện bộ phim thứ tư, thậm chí hỏi anh đi xa hơn nữa nếu anh và mọi người trong đoàn phim sẽ có thể quay trở lại làm việc vào tháng 5 tới.